# روز بنیان‌گذاری کشور

روز بنیانگذاری کشور (به ژاپنی: 建国記念の日 Kenkoku Kinen no Hi)در یازدهم فوریه هر سال یکی از تعطیلات ملی ژاپن است. این کشور قبل از اینکه روز بنیانگذاری کشور نام گیرد، روز کیگن ستسو نامیده می‌شد.
روز کیگن ستسو از سال ۱۸۷۲ جزو تعطیلات ملی ژاپن بود ولی بعد از جنگ دوم جهانی برای مدتی از تعطیلات ملی ژاپن حذف شد و در سال ۱۹۶۶ که دولت ژاپن این روز را به عنوان روز بنیانگذاری کشور اعلام کرد مجدداً به تعطیلات ملی ژاپن پیوست. طبق نوشته‌های یکی از کتاب‌های بسیار قدیمی ژاپن این روز تاج گذاری اولین امپراتور ژاپن جینمو بوده‌است.